# Iskar (rivier)
De Ìskar (Bulgaars: Искър; Latijn: Oescus) is een rechterzijrivier van de Donau en, met een lengte van 368 kilometer, de langste rivier die enkel door Bulgarije stroomt.
De Iskar ontstaat bij de samenvloeiing van drie rivieren: de Zwarte Iskar (Черни Искър, Cherni Iskar), de Witte Iskar (Бели Искър, Beli Iskar) en de Linker-Iskar (Леви Искър, Levi Iskar), die samen ook bekendstaan onder de naam Iskrove. De bron van de Iskar is het meer Tsjamovsko (Чамовско езеро) op de noordrand van het Rilagebergte, op 2.500 m hoogte. Deze bronstroom wordt de Rechter-Iskar (Прав Искър, Prav Iskar) genoemd en stroomt dan in de Zwarte Iskar.
Na de afdaling van de noordelijke uitlopers van het Rilagebergte vult zij het Iskarreservoir - het grootste in Bulgarije. Dit waterreservoir voorziet in 2/3 van de watervoorziening van de hoofdstad Sofia en wordt ook gebruikt voor de productie van hydro-energie.
Verder stroomt zij nabij (maar niet door) de hoofdstad Sofia en vervolgt dan haar weg van het zuiden naar het noorden door een rotsachtig ravijn in het Balkangebergte. Zij mondt uit in de Donau bij het dorp Gigen (Гиген) in de oblast Pleven. De Iskar is de enige rivier die ontstaat in het zuiden van Bulgarije, en van daaruit door het Balkangebergte stroomt om dan, in Bulgarije zelf, uit te monden in de Donau.
De Iskar stroomt door het hoofdstedelijk gewest Sofia en door de provincies Sofia, Pernik, Vratsa, Pleven en de Lovetsj.
Geologisch gezien is de Iskar de oudste rivier in de Balkan en ook de enige die zijn oorspronkelijke richting heeft kunnen behouden, ondanks de aanzienlijke geologische veranderingen in de loop der tijden.
Het stroomgebied is zo'n 8.646 km² groot.
- Gemeinsame Normdatei: 4673084-9
- Library of Congress Control Number: sh85068387
- Nationale Bibliotheek van Israël: 987007563053405171
- Virtual International Authority File: 315127882